# Баахан-тайши
Баахан-тайши (калм. Баахн-тәәҗ), собственное имя — Баахан-Манжи (также известен как Богшурга; калм. Богшурһа) — владелец «чёрных калмыков» Джунгарского ханства. Представитель рода Чорос, старший сын Чохура-Убаши, внук Хара-Хулы, принявший русское подданство в 1699 году.

## Биография
В конце XVII века Баахан-тайши и его брат Цаган, прикочевали со своими улусами из земли зюнгарских калмыков (Джунгарское ханство) на Нижнюю Волгу в улусы известного хана Аюки. Речь идёт о приходе сыновей Чохура-Убаши (Ахай Чокур, Чуукур-Убаши), родного брата основателя и первого хунтайджи Джунгарского ханства Батура-хунтайджи из рода Чорос по линии Хара-Хула-тайши. Первые упоминания Баахане, делает русский посол Посольского приказа В. Литосов в 1665 году во время своего посещения Джунгарского ханства и ставки  Сенге. В докладе отмечается, что «В ноябре он прибыл в улус Чохура, который в это время уехал в Тибет, поручив управление улусом своим сыновьям Баахану и Цагану». Позднее в 1666 году другой русский посол, штатный переводчик Посольского приказа в Джунгарии Павел Кульвинский, знавший не только монгольский и калмыцкий языки, но и тибетский язык, также отмечает, что у Чохура-Убаши есть сыновья Баахан-Манжи и Цаган-Батур.
Беспрерывные войны и смуты, начавшиеся в Джунгарии, после смерти Сенге, побудили Баахана в 1686 году перекочевать во главе своего улуса в русские пределы. Первое упоминание о приходе на Волгу джунгарского улуса датируется 18 января 1687 года, когда царское правительство было извещено, что под Царицын из-под Сибири прибыл улус «черных калмыков» в количестве 3 тысяч улусных людей (улусная единица считается по главе семьи). Новоприбывшие калмыки кочевали в районе Сарпинского острова на расстоянии версты от самого Царицына. Вышли они из Сибири примерно летом 1686 года, а весной 1687 года планировали присоединиться к волжским калмыкам Аюки, который кочевал около Астрахани. О причинах прихода на Волгу царицынские власти не знали, при этом они отмечали, что «в прежних годах такие черные калмыки не прихаживали». Тем не менее Джунгары не создавали им особых проблем и вполне мирно торговали с местным населением.
Известно, что на новом месте улусы Баахан-тайши и Цаган-Батура приросли за счёт присоединившихся джунгарских улусов неких Данзина и Тюри откочевавших от Аюки в виду их притеснения в кочевьях. В 1699 году, в следствии непрекращающихся конфликтов между братьями с одной стороны и владетельными князьями Аюки-хана с другой, Баахан встретился с царем Петром І, который тогда находился в Таганрогской крепости и просил разрешения перенести свои кочевья на Дон, к городу Черкаску и исполнять службу наравне с донскими казаками. Три раза тайши хана Аюки силой забирали его улус или уговаривали людей уйти. Лишь в 1733 году Будучан (младший сын Баахана), привел улус окончательно на Дон, где эти переселенцы из Джунгарии и остались. В царствование императора Александра І, двое из потомков Баахана — Джальцам и Габун-Шерешп, кочевали в составе Дербетовой (Ики-Дербетской) орды.
По данным калмыцкой эмиграции личность самого Баахана (калм. Баахн «маленький» «небольшой») они отождествляют с Богшургой (калм. Богшурһа «воробей»), основателем Богшрахинского аймака (калм. Богшурһахна әәмг), станицы Денисовской. Традиция давать другое имя знати было и у монголов, и у китайцев — «Государи — не называются в народе собственным именем из почитания к ним» — пишет Эренджен Хара Даван.  По поводу происхождения имени Баахан, есть мнение, что оно производное от имени Абахай, которое выводится из монгольского Абакай — почётного имени, дававшегося младшим сыновьям монархов. Оно соответствует известному монгольскому титулу хунтайджи (в китаизированной форме хунтайцзи или хуантайцзи).